# كوريا الجنوبية في كأس آسيا
ظهر منتخب كوريا الجنوبية لكرة القدم 15 مرة في بطولة كأس آسيا لكرة القدم. لقد فشلوا في التأهل إلى النهائيات ثلاث مرات فقط في أعوام 1968 و1976 و1992. فاز منتخب كوريا الجنوبية بالنسخة الافتتاحية من البطولة في عام 1956، والتي أقيمت في هونغ كونغ، ودافعت بنجاح عن اللقب على أرضها في عام 1960. بالإضافة إلى ذلك، حصل الفريق على المركز الثاني في أربع مناسبات.

## السجل
| كأس آسيا سجل | كأس آسيا سجل  | كأس آسيا سجل | كأس آسيا سجل | كأس آسيا سجل | كأس آسيا سجل | كأس آسيا سجل | كأس آسيا سجل | كأس آسيا سجل |                    | سجل التصفيات       | سجل التصفيات       | سجل التصفيات       | سجل التصفيات       | سجل التصفيات       | سجل التصفيات |
| السنة        | الدور         | لعب          | ف            | ت            | خ            | له           | عليه         | التشكيلة     | لعب                | ف                  | ت                  | خ                  | له                 | عليه               |              |
| ------------ | ------------- | ------------ | ------------ | ------------ | ------------ | ------------ | ------------ | ------------ | ------------------ | ------------------ | ------------------ | ------------------ | ------------------ | ------------------ | ------------ |
| 1956         | البطل         | 3            | 2            | 1            | 0            | 9            | 6            | التشكيلة     | 4                  | 4                  | 0                  | 0                  | 9                  | 1                  |              |
| 1960         | البطل         | 3            | 3            | 0            | 0            | 9            | 1            | التشكيلة     | Qualified as hosts | Qualified as hosts | Qualified as hosts | Qualified as hosts | Qualified as hosts | Qualified as hosts |              |
| 1964         | المركز الثالث | 3            | 1            | 0            | 2            | 2            | 4            | التشكيلة     | تأهل بلا تصفيات    | تأهل بلا تصفيات    | تأهل بلا تصفيات    | تأهل بلا تصفيات    | تأهل بلا تصفيات    | تأهل بلا تصفيات    |              |
| 1968         | لم يتأهل      | لم يتأهل     | لم يتأهل     | لم يتأهل     | لم يتأهل     | لم يتأهل     | لم يتأهل     | لم يتأهل     | 4                  | 1                  | 1                  | 2                  | 9                  | 4                  |              |
| 1972         | الوصيف        | 5            | 1            | 2            | 2            | 7            | 6            | التشكيلة     | تأهل بلا تصفيات    | تأهل بلا تصفيات    | تأهل بلا تصفيات    | تأهل بلا تصفيات    | تأهل بلا تصفيات    | تأهل بلا تصفيات    |              |
| 1976         | لم يتأهل      | لم يتأهل     | لم يتأهل     | لم يتأهل     | لم يتأهل     | لم يتأهل     | لم يتأهل     | لم يتأهل     | 4                  | 2                  | 0                  | 2                  | 3                  | 3                  |              |
| 1980         | الوصيف        | 6            | 4            | 1            | 1            | 12           | 6            | التشكيلة     | 3                  | 3                  | 0                  | 0                  | 10                 | 1                  |              |
| 1984         | دور المجموعات | 4            | 0            | 2            | 2            | 1            | 3            | التشكيلة     | 4                  | 3                  | 1                  | 0                  | 13                 | 0                  |              |
| 1988         | الوصيف        | 6            | 5            | 1            | 0            | 11           | 3            | التشكيلة     | 3                  | 1                  | 1                  | 1                  | 5                  | 3                  |              |
| 1992         | لم يتأهل      | لم يتأهل     | لم يتأهل     | لم يتأهل     | لم يتأهل     | لم يتأهل     | لم يتأهل     | لم يتأهل     | 2                  | 1                  | 0                  | 1                  | 7                  | 2                  |              |
| 1996         | ربع النهائي   | 4            | 1            | 1            | 2            | 7            | 11           | التشكيلة     | 3                  | 3                  | 0                  | 0                  | 17                 | 0                  |              |
| 2000         | المركزالثالث  | 6            | 3            | 1            | 2            | 9            | 6            | التشكيلة     | 3                  | 3                  | 0                  | 0                  | 19                 | 0                  |              |
| 2004         | ربع النهائي   | 4            | 2            | 1            | 1            | 9            | 4            | التشكيلة     | 6                  | 4                  | 0                  | 2                  | 30                 | 4                  |              |
| 2007         | المركز الثالث | 6            | 1            | 4            | 1            | 3            | 3            | التشكيلة     | 6                  | 3                  | 2                  | 1                  | 15                 | 5                  |              |
| 2011         | المركز الثالث | 6            | 4            | 2            | 0            | 13           | 7            | التشكيلة     | مؤهل مباشرة        | مؤهل مباشرة        | مؤهل مباشرة        | مؤهل مباشرة        | مؤهل مباشرة        | مؤهل مباشرة        |              |
| 2015         | الوصيف        | 6            | 5            | 0            | 1            | 8            | 2            | التشكيلة     | مؤهل مباشرة        | مؤهل مباشرة        | مؤهل مباشرة        | مؤهل مباشرة        | مؤهل مباشرة        | مؤهل مباشرة        |              |
| 2019         | ربع النهائي   | 5            | 4            | 0            | 1            | 6            | 2            | التشكيلة     | 8                  | 8                  | 0                  | 0                  | 27                 | 0                  |              |
| 2023         | نصف النهائي   | 6            | 2            | 3            | 1            | 11           | 10           | التشكيلة     | 6                  | 5                  | 1                  | 0                  | 22                 | 1                  |              |
| المجموع      |               | 73           | 38           | 19           | 16           | 117          | 74           | 15/18        | 56                 | 41                 | 6                  | 9                  | 186                | 24                 |              |

1. 1 2 3  South Korea played with their منتخب كوريا الجنوبية الرديف لكرة القدم  [لغات أخرى]‏.

## المشاركات

### 1956 (هونج كونج)
كانت كوريا الجنوبية هي صاحبة اللقب الاول لكأس آسيا. كان لدى كوريا الجنوبية جدول زمني غير مناسب تطلب منهم مواجهة أكبر منافسيهم إسرائيل بعد يومين من لعب مباراتهم الأولى، لكنهم هزموا إسرائيل.
| 6 September 1956 | كوريا الجنوبية                         | 2–2 | هونغ كونغ                           | Government Stadium، هونغ كونغ |
| 19:00            | *Kim Ji-sung 45' - Choi Kwang-seok 62' |     | *Tang Yee Kit 10' - Ko Po Keung 39' | الحضور: 30,000                |

| 8 September 1956 | إسرائيل       | 1–2 | كوريا الجنوبية                      | Government Stadium، هونغ كونغ                       |
| 19:00            | *Stelmach 71' |     | *وو سانغ كون 52' - سونغ ناك وون 64' | الحضور: 20,000 الحكم: Trương Văn Ky (South Vietnam) |

| 15 September 1956 | كوريا الجنوبية                                                            | 5–3 | فيتنام الجنوبية                         | Government Stadium، هونغ كونغ |
| 19:00             | *سونغ ناك وون 5' - وو سانغ كون 41' (ركلة.)، 58' - تشوي تشونغ مين 57'، 66' |     | *Trải Văn Đào 20' - Lê Hữu Đức 51'، 63' |                               |

| الجدول النهائي | الجدول النهائي  | الجدول النهائي | الجدول النهائي | الجدول النهائي | الجدول النهائي | الجدول النهائي | الجدول النهائي | الجدول النهائي | الجدول النهائي |
| #              | فريق            | لعب            | فاز            | تعادل          | هسر            | له             | عليه           | GD             | Pts            |
| -------------- | --------------- | -------------- | -------------- | -------------- | -------------- | -------------- | -------------- | -------------- | -------------- |
| 1              | كوريا الجنوبية  | 3              | 2              | 1              | 0              | 9              | 6              | +3             | 5              |
| 2              | إسرائيل         | 3              | 2              | 0              | 1              | 6              | 5              | +1             | 4              |
| 3              | هونغ كونغ       | 3              | 0              | 2              | 1              | 6              | 7              | -1             | 2              |
| 4              | فيتنام الجنوبية | 3              | 0              | 1              | 2              | 6              | 9              | -3             | 1              |

### 1960 (كوريا الجنوبية)
فاز منتخب كوريا الجنوبية باللقب الثاني على التوالي، وأصبح المهاجم تشو يون أوك أفضل هداف في البطولة. ومع ذلك، حصل لاعبو كوريا الجنوبية على ميداليات مزيفة، بعدها أعادوا الميداليات إلى الاتحاد الكوري لكرة القدم. أعطى الاتحاد الكوري لكرة القدم ميداليات حقيقية لعائلاتهم في عام 2019.
| 14 October 1960 | كوريا الجنوبية                                                                    | 5–1 | فيتنام الجنوبية   | ملعب هيوتشانج، سول |
| 15:15           | *تشو يون-أوكي 15'، 71' - وو سانغ كون 27' - تشوي تشونغ مين 47' - Moon Jung-sik 56' |     | Nguyễn Văn Tu 70' | الحضور: 30,000     |

| 17 October 1960 | كوريا الجنوبية                           | 3–0 | إسرائيل | ملعب هيوتشانج، سول                          |
| 15:00           | *تشو يون-أوكي 17'، 60' - وو سانغ كون 30' |     |         | الحضور: 30,000 الحكم: Yozo Yokoyama (Japan) |

| 21 October 1960 | كوريا الجنوبية     | 1–0 | جمهورية الصين | ملعب هيوتشانج، سول |
| 15:00           | *Moon Jung-sik 54' |     |               |                    |

| الجدول النهائي | الجدول النهائي  | الجدول النهائي | الجدول النهائي | الجدول النهائي | الجدول النهائي | الجدول النهائي | الجدول النهائي | الجدول النهائي | الجدول النهائي |
| #              | فريق            | لعب            | فاز            | تعادل          | خسر            | له             | عليه           | GD             | Pts            |
| -------------- | --------------- | -------------- | -------------- | -------------- | -------------- | -------------- | -------------- | -------------- | -------------- |
| 1              | كوريا الجنوبية  | 3              | 3              | 0              | 0              | 9              | 1              | +8             | 6              |
| 2              | إسرائيل         | 3              | 2              | 0              | 1              | 6              | 4              | +2             | 4              |
| 3              | جمهورية الصين   | 3              | 1              | 0              | 2              | 2              | 2              | 0              | 2              |
| 4              | فيتنام الجنوبية | 3              | 0              | 0              | 3              | 2              | 12             | -10            | 0              |

### 1964 (إسرائيل)
أقيمت كأس آسيا 1964 عندما كان على كوريا الجنوبية أن تلعب مباراة التصفيات الأولمبية ضد فيتنام الجنوبية. أرسل الاتحاد الكوري لكرة القدم الفريق الرديف إلى المنافسة.
| 27 May 1964 | منتخب كوريا الجنوبية الرديف لكرة القدم ‏ | 0–2 | الهند                          | Municipal Stadium، حيفا                    |
| 16:30       |                                         |     | *Appalaraju 2' - I. Singh ‏ 57' | الحضور: 7,000 الحكم: Davoud Nassiri (Iran) |

| 31 May 1964 | منتخب كوريا الجنوبية الرديف لكرة القدم ‏ | 1–0 | هونغ كونغ | ملعب الجامعة العبرية، القدس                        |
| 16:30       | Bae Keum-soo 74'                        |     |           | الحضور: 7,000 الحكم: Pisit Ngarampanich (Thailand) |

| 3 June 1964 | منتخب كوريا الجنوبية الرديف لكرة القدم ‏ | 1–2 | إسرائيل              | ملعب رمات غان، رمات غان                     |
| 16:00       | هوه يون-جونغ 79'                        |     | *Leon 20' - Tish 38' | الحضور: 35,000 الحكم: Davoud Nassiri (Iran) |

| الجدول النهائي | الجدول النهائي   | الجدول النهائي | الجدول النهائي | الجدول النهائي | الجدول النهائي | الجدول النهائي | الجدول النهائي | الجدول النهائي | الجدول النهائي |
| #              | فريق             | لعب            | فاز            | تعادل          | خسر            | له             | عليه           | GD             | Pts            |
| -------------- | ---------------- | -------------- | -------------- | -------------- | -------------- | -------------- | -------------- | -------------- | -------------- |
| 1              | إسرائيل          | 3              | 3              | 0              | 0              | 5              | 1              | +4             | 6              |
| 2              | الهند            | 3              | 2              | 0              | 1              | 5              | 3              | +2             | 4              |
| 3              | كوريا الجنوبية ب | 3              | 1              | 0              | 2              | 2              | 4              | -2             | 2              |
| 4              | هونغ كونغ        | 3              | 0              | 0              | 3              | 1              | 5              | -4             | 0              |

### 1972 (تايلاند)
| Group allocation match 7 May | كوريا الجنوبية | 0–0 (2–4 ر.ت) | العراق | National Stadium ‏، بانكوك |
|                              |                |               |        |                           |

| Group B 10 May 1972 | كوريا الجنوبية                                                                    | 4–1 | كمبوديا    | National Stadium ‏، بانكوك |
|                     | *Park Su-deok 37' - لي هوي تايك 60' - تشا بوم كون 72' - Park Lee-chun 78' (ركلة.) |     | *Doeur 82' |                           |

| Group B 12 May 1972 | كوريا الجنوبية            | 1–2 | الكويت                        | National Stadium ‏، بانكوك |
|                     | *Park Lee-chun 2' (ركلة.) |     | *Al-Asfoor 24' - Duraiham 74' |                           |

| جدول المجموعة ب | جدول المجموعة ب | جدول المجموعة ب | جدول المجموعة ب | جدول المجموعة ب | جدول المجموعة ب | جدول المجموعة ب | جدول المجموعة ب | جدول المجموعة ب | جدول المجموعة ب | جدول المجموعة ب               |
| #               | فريق            | لعب             | فاز             | تعادل           | خسر             | له              | عليه            | GD              | Pts             | مؤهل                          |
| --------------- | --------------- | --------------- | --------------- | --------------- | --------------- | --------------- | --------------- | --------------- | --------------- | ----------------------------- |
| 1               | كوريا الجنوبية  | 2               | 1               | 0               | 1               | 5               | 3               | +2              | 2               | التقدم إلى مرحلة خروج المغلوب |
| 2               | كمبوديا         | 2               | 1               | 0               | 1               | 5               | 4               | +1              | 2               | التقدم إلى مرحلة خروج المغلوب |
| 3               | الكويت          | 2               | 1               | 0               | 1               | 2               | 5               | -3              | 2               |                               |

| Semi-finals 17 May 1972 | كوريا الجنوبية      | 1–1 (و.إ) (2–1 ر.ت) | تايلاند       | National Stadium ‏، بانكوك |
|                         | *Park Lee-chun 113' |                     | *Niwatana 97' |                           |

| Final 19 May 1972 | إيران                      | 2–1 (و.إ) | كوريا الجنوبية     | National Stadium ‏، بانكوك                              |
|                   | *Jabbari 49' - Kalani 108' |           | *Park Lee-chun 65' | الحضور: 15,000 الحكم: Sivapalan Kathiravale (Malaysia) |

### 1980 (الكويت)
ما عدا المباراة الاولى لها، فازت كوريا الجنوبية بجميع المباريات من المباراة الثانية حتى الدور نصف النهائي بما في ذلك المباراة ضد المضيف منتخب الكويت. لكنهم خسروا في المباراة النهائية حيث التقوا بالكويت مرة أخرى. أصبح مهاجمهم البالغ من العمر 18 عامًا تشوي سون هو أصغر بطل يسجل في تاريخ كأس آسيا.
| Group B 16 September 1980 | ماليزيا                    | 1–1 | كوريا الجنوبية  | ملعب صباح السالم، مدينة الكويت |
| 18:30                     | Abdul Ali [الإنجليزية] 90' |     | تشوي سون-هو 68' | الحضور: 5,000                  |

| Group B 19 September 1980 | قطر | 0–2 | كوريا الجنوبية                    | ملعب صباح السالم، مدينة الكويت |
| 18:30                     |     |     | *Lee Jung-il 4' - تشوي سون-هو 21' |                                |

| Group B 21 September 1980 | كوريا الجنوبية                              | 3–0 | الكويت | ملعب صباح السالم، مدينة الكويت |
| 16:30                     | *Hwang Seok-keun 47' - تشوي سون-هو 71'، 78' |     |        | الحضور: 15,000                 |

| Group B 24 September 1980 | كوريا الجنوبية                                         | 4–1 | الإمارات العربية المتحدة | ملعب صباح السالم، مدينة الكويت |
| 18:30                     | *تشوي سون-هو 26'، 53'، 78' (ركلة.) - تشونغ هاي وون 84' |     | Chombi 79'               |                                |

| جدول المجموعة ب | جدول المجموعة ب          | جدول المجموعة ب | جدول المجموعة ب | جدول المجموعة ب | جدول المجموعة ب | جدول المجموعة ب | جدول المجموعة ب | جدول المجموعة ب | جدول المجموعة ب | جدول المجموعة ب               |
| #               | فريق                     | لعب             | فاز             | تعادل           | خسر             | له              | عليه            | GD              | Pts             | مؤهل                          |
| --------------- | ------------------------ | --------------- | --------------- | --------------- | --------------- | --------------- | --------------- | --------------- | --------------- | ----------------------------- |
| 1               | كوريا الجنوبية           | 4               | 3               | 1               | 0               | 10              | 2               | +8              | 7               | التقدم إلى مرحلة خروج المغلوب |
| 2               | الكويت                   | 4               | 2               | 1               | 1               | 8               | 5               | +3              | 5               | التقدم إلى مرحلة خروج المغلوب |
| 3               | ماليزيا                  | 4               | 1               | 2               | 1               | 5               | 5               | 0               | 4               |                               |
| 4               | قطر                      | 4               | 1               | 1               | 2               | 3               | 8               | -5              | 3               |                               |
| 5               | الإمارات العربية المتحدة | 4               | 0               | 1               | 3               | 3               | 9               | -6              | 1               |                               |

| نصف النهائي 28 September 1980 | كوريا الجنوبية         | 2–1 | كوريا الشمالية            | ملعب صباح السالم، مدينة الكويت |
| 19:30                         | تشونغ هاي وون 80'، 89' |     | Park Jong-hon 19' (ركلة.) |                                |

| النهائي 30 September 1980 | الكويت                            | 3–0 | كوريا الجنوبية | ملعب صباح السالم، مدينة الكويت |
| 18:30                     | *Al-Houti 7' - Al-Dakhil 30'، 67' |     |                | الحضور: 25,000                 |

### 1984 (سنغافورة)
ترك منتجب كوريا الجنوبية أسوأ نتيجة لهم في بطولة 1984. لم يحققوا أي فوز وسجلوا هدفا واحدا فقط.
| Group A 2 December 1984 | كوريا الجنوبية | 1–1 | السعودية     | National Stadium، سنغافورة |
| 19:00                   | لي تاي هو 51'  |     | Abdullah 90' |                            |

| Group A 5 December 1984 | الكويت | 0–0 | كوريا الجنوبية | الملعب الوطني، سنغافورة |
| 19:00                   |        |     |                |                         |

| Group A 7 December 1984 | كوريا الجنوبية | 0–1 | سوريا                | الملعب الوطني، سنغافورة |
| 21:00                   |                |     | رضوان الشيخ حسن ‏ 13' |                         |

| Group A 10 December 1984 | قطر        | 1–0 | كوريا الجنوبية | الملعب الوطني، سنغافورة |
| 21:00                    | Salman 69' |     |                |                         |

| جدول المجموعة أ | جدول المجموعة أ | جدول المجموعة أ | جدول المجموعة أ | جدول المجموعة أ | جدول المجموعة أ | جدول المجموعة أ | جدول المجموعة أ | جدول المجموعة أ | جدول المجموعة أ | جدول المجموعة أ               |
| #               | فريق            | لعب             | فاز             | تعادل           | خسر             | له              | عليه            | GD              | Pts             | مؤهل                          |
| --------------- | --------------- | --------------- | --------------- | --------------- | --------------- | --------------- | --------------- | --------------- | --------------- | ----------------------------- |
| 1               | السعودية        | 4               | 2               | 2               | 0               | 4               | 2               | +2              | 6               | التقدم إلى مرحلة خروج المغلوب |
| 2               | الكويت          | 4               | 2               | 1               | 1               | 4               | 2               | +2              | 5               | التقدم إلى مرحلة خروج المغلوب |
| 3               | قطر             | 4               | 1               | 2               | 1               | 3               | 3               | 0               | 4               |                               |
| 4               | سوريا           | 4               | 1               | 1               | 2               | 3               | 5               | -2              | 3               |                               |
| 5               | كوريا الجنوبية  | 4               | 0               | 2               | 2               | 1               | 3               | -2              | 2               |                               |

### 1988 (قطر)
حصل منتخب كوريا الجنوبية على فرصة الفوز بلقبهم الثالث مرة أخرى بعد فوزهم في جميع المباريات حتى الدور نصف النهائي، لكنهم خسروا في المباراة النهائية أمام منتخب السعودية بركلات الترجيح. كانت هذه هي المرة الثالثة التي تنهي فيها كوريا الجنوبية المركز الثاني. تم اختيار لاعبهم النجم الجديد كيم جو سونغ كأفضل لاعب.
| Group A 3 December 1988 | الإمارات العربية المتحدة | 0–1    | كوريا الجنوبية       | ملعب حمد بن خليفة، الدوحة    |
| 15:00                   |                          | Report | لي تاي هو 8' (ركلة.) | الحكم: جورج كورتني (England) |

| Group A 6 December 1988 | كوريا الجنوبية                        | 2–0    | اليابان | ملعب سحيم بن حمد، الدوحة                  |
| 15:00                   | *هوانغ سون هونغ 13' - كيم جو سونغ 35' | Report |         | الحكم: Salah Mohammed [الإنجليزية] (Iraq) |

| Group A 9 December 1988 | قطر                             | 2–3    | كوريا الجنوبية                            | ملعب سحيم بن حمد، الدوحة     |
| 17:00                   | Salman 47' (ركلة.)، 80' (ركلة.) | Report | *تشونغ هاي وون 10'، 72' - كيم جو سونغ 34' | الحكم: جورج كورتني (England) |

| Group A 11 December 1988 | كوريا الجنوبية                               | 3–0    | إيران | ملعب حمد بن خليفة، الدوحة                   |
| 17:00                    | *بيون بيونغ-جو 26'، 57' - هوانغ سون هونغ 42' | Report |       | الحضور: 5,000 الحكم: ناجي الجويني (Tunisia) |

| جدول المجموعة أ | جدول المجموعة أ          | جدول المجموعة أ | جدول المجموعة أ | جدول المجموعة أ | جدول المجموعة أ | جدول المجموعة أ | جدول المجموعة أ | جدول المجموعة أ | جدول المجموعة أ | جدول المجموعة أ               |
| #               | فريق                     | لعب             | فاز             | تعادل           | خسر             | له              | عليه            | GD              | Pts             | مؤهل                          |
| --------------- | ------------------------ | --------------- | --------------- | --------------- | --------------- | --------------- | --------------- | --------------- | --------------- | ----------------------------- |
| 1               | كوريا الجنوبية           | 4               | 4               | 0               | 0               | 9               | 2               | +7              | 8               | التقدم إلى مرحلة خروج المغلوب |
| 2               | إيران                    | 4               | 2               | 1               | 1               | 3               | 3               | 0               | 5               | التقدم إلى مرحلة خروج المغلوب |
| 3               | قطر                      | 4               | 2               | 0               | 2               | 7               | 6               | +1              | 4               |                               |
| 4               | الإمارات العربية المتحدة | 4               | 1               | 0               | 3               | 2               | 4               | -2              | 2               |                               |
| 5               | اليابان                  | 4               | 0               | 1               | 3               | 0               | 6               | -6              | 1               |                               |

| نصف النهائي 14 December 1988 | كوريا الجنوبية      | 2–1 (و.إ) | الصين         | ملعب سحيم بن حمد، الدوحة                           |
| 16:00                        | لي تاي هو 93'، 103' | Report    | ماي تشاو 100' | الحضور: 1,000 الحكم: Vincent Mauro (United States) |

| النهائي 18 December 1988                                               | كوريا الجنوبية | 0–0 (و.إ) (3–4 ر.ت)                                     | السعودية | ملعب حمد بن خليفة، الدوحة                  |
| 16:00                                                                  |                | Report                                                  |          | الحضور: 20,000 الحكم: ميشيل فوترو (France) |
|                                                                        |                | ركلات جزاء                                              |          |                                            |
| *تشو مين-كوك - لي تاي هو - بيون بيونغ-جو - كيم جو سونغ - Cho Yoon-hwan |                | * Al-Naima - Al-Jawad - Abdullah - Al-Mutlaq - Al-Bishi |          |                                            |

### 1996 (الإمارات العربية المتحدة)
قبل بطولة كأس آسيا 1996، عين الاتحاد الكوري لكرة القدم بارك جونغ هوان مدير فني جديد للمنتخب. تم تقييم بارك على أنه أعظم مدرب كوري جنوبي في ذلك الوقت من خلال قيادة نادي سونغنام إلهوا تشونما إلى ثلاثة ألقاب متتالية في الدوري الكوري، لكنه خيب آمال بلاده في المنافسة. أنهت كوريا الجنوبية دور المجموعات في المركز الثالث، وأظهرت بداية ضعيفة. في الدور ربع النهائي، تقدمت كوريا الجنوبية 2-1 على إيران في الشوط الأول، لكنها تلقت خمسة أهداف في الشوط الثاني بما في ذلك أهداف علي دائي الأربعة. بعد الكارثة، استقال بارك من منصبه كمدير فني، وتم الاشتباه في تباطؤ المدافع هونغ ميونغ بو.
| Group A 4 December 1996 | الإمارات العربية المتحدة | 1–1    | كوريا الجنوبية    | مدينة زايد الرياضية، أبو ظبي                      |
| 16:45                   | K. Saad [الإنجليزية] 40' | Report | هوانغ سون هونغ 9' | الحضور: 35,000 الحكم: بيروم أون-براسرت (Thailand) |

| Group A 7 December 1996 | كوريا الجنوبية                                           | 4-2    | إندونيسيا              | مدينة زايد الرياضية، أبو ظبي                   |
| 19:00                   | *كم دو هن 5' - هوانغ سون هونغ 7'، 15' - كو جيونج وون 55' | Report | *Wabia 58' - Putro 65' | الحضور: 2,000 الحكم: شامسول مايدين (Singapore) |

| Group A 10 December 1996 | الكويت                              | 2–0    | كوريا الجنوبية | مدينة زايد الرياضية، أبو ظبي                        |
| 19:00                    | *Al-Huwaidi 60' - بشار عبد الله 87' | Report |                | الحضور: 3,000 الحكم: Mohd Nazri Abdullah (Malaysia) |

| جدول المجموعة أ | جدول المجموعة أ          | جدول المجموعة أ | جدول المجموعة أ | جدول المجموعة أ | جدول المجموعة أ | جدول المجموعة أ | جدول المجموعة أ | جدول المجموعة أ | جدول المجموعة أ | جدول المجموعة أ               |
| #               | فريق                     | لعب             | فاز             | تعادل           | خسر             | له              | عليه            | GD              | Pts             | مؤهل                          |
| --------------- | ------------------------ | --------------- | --------------- | --------------- | --------------- | --------------- | --------------- | --------------- | --------------- | ----------------------------- |
| 1               | الإمارات العربية المتحدة | 3               | 2               | 1               | 0               | 6               | 3               | +3              | 7               | التقدم إلى مرحلة خروج المغلوب |
| 2               | الكويت                   | 3               | 1               | 1               | 1               | 6               | 5               | +1              | 4               | التقدم إلى مرحلة خروج المغلوب |
| 3               | كوريا الجنوبية           | 3               | 1               | 1               | 1               | 5               | 5               | 0               | 4               | التقدم إلى مرحلة خروج المغلوب |
| 4               | إندونيسيا                | 3               | 0               | 1               | 2               | 4               | 8               | -4              | 1               |                               |

| ربع النهائي 16 December 1996 | كوريا الجنوبية                  | 2–6    | إيران                                                      | استاد آل مكتوم، دبي                             |
| 16:45                        | *كم دو هن 11' - شن تاي يونغ 35' | Report | *Bagheri 31' - Azizi 52' - Daei 66'، 76'، 83'، 89' (ركلة.) | الحضور: 19,000 الحكم: جمال الشريف (حكم) (Syria) |

### 2000 (لبنان)
| Group B 13 October 2000 | كوريا الجنوبية                      | 2–2    | الصين                                | الملعب الأولمبي الدولي، Tripoli                |
| 17:05                   | *إي يونغ بيو 30' - نوه جونغ يون 58' | Report | *سو ماوجين 36' - فان جيي 66' (ركلة.) | الحضور: 1,000 الحكم: عمر المهنا (Saudi Arabia) |

| Group B 16 October 2000 | كوريا الجنوبية | 0–1    | الكويت         | الملعب الأولمبي الدولي، Tripoli                 |
| 19:45                   |                | Report | Al-Huwaidi 43' | الحضور: 5,000 الحكم: Brian Hall (United States) |

| Group B 19 October 2000 | كوريا الجنوبية             | 3–0    | إندونيسيا | ملعب المدينة الرياضية، بيروت             |
| 19:35                   | إي دونغ غك 30'، 76'، 90+1' | Report |           | الحضور: 500 الحكم: تورو كاميكاوا (Japan) |

| جدول المجموعة ب | جدول المجموعة ب | جدول المجموعة ب | جدول المجموعة ب | جدول المجموعة ب | جدول المجموعة ب | جدول المجموعة ب | جدول المجموعة ب | جدول المجموعة ب | جدول المجموعة ب | جدول المجموعة ب               |
| #               | فريق            | لعب             | فاز             | تعادل           | خسر             | له              | عليه            | GD              | Pts             | مؤهل                          |
| --------------- | --------------- | --------------- | --------------- | --------------- | --------------- | --------------- | --------------- | --------------- | --------------- | ----------------------------- |
| 1               | الصين           | 3               | 1               | 2               | 0               | 6               | 2               | +4              | 5               | التقدم إلى مرحلة خروج المغلوب |
| 2               | الكويت          | 3               | 1               | 2               | 0               | 1               | 0               | +1              | 5               | التقدم إلى مرحلة خروج المغلوب |
| 3               | كوريا الجنوبية  | 3               | 1               | 1               | 1               | 5               | 3               | +2              | 4               | التقدم إلى مرحلة خروج المغلوب |
| 4               | إندونيسيا       | 3               | 0               | 1               | 2               | 0               | 7               | -7              | 1               |                               |

| ربع النهائي 23 أكتوبر 2000 | إيران       | 1–2 (و.إ) | كوريا الجنوبية                   | الملعب الأولمبي الدولي، Tripoli       |
| 16:45                      | Bagheri 71' | Report    | *كم سانغ شك 90' - إي دونغ غك 99' | الحضور: 5,000 الحكم: علي بوجسيم (UAE) |

| نصف النهائي 26 October 2000 | كوريا الجنوبية   | 1–2    | السعودية           | ملعب المدينة الرياضية، بيروت           |
| 16:45                       | إي دونغ غك 90+1' | Report | Al-Meshal 76'، 80' | الحضور: 7,000 الحكم: سعد كميل (Kuwait) |

| المركز الثالث 29 October 2000 | كوريا الجنوبية | 1–0    | الصين | ملعب المدينة الرياضية، بيروت                            |
| 17:05                         | إي دونغ غك 76' | Report |       | الحضور: 20,000 الحكم: Nabil Ayad [الإنجليزية] (Lebanon) |

### 2004 (الصين)
وصلت كوريا الجنوبية إلى الدور نصف النهائي في كأس العالم لكرة القدم 2002، لكن أدائها لم يستمر بعد أن تركهم المدرب الهولندي جوس هيدينك. لقد تعرضوا لهزائم مفاجئة أمام سلطنة عمان وفيتنام في التصفيات. تم إقصائهم بهزيمة ربع النهائي أمام إيران بعد أن استقبلت شباكهم ثلاثية علي كريمي وهدف في مرماهم.
| Group B 19 July 2004 | كوريا الجنوبية | 0–0    | الأردن | ملعب شاندونغ الإقليمي، جينان                    |
| 18:30                |                | Report |        | الحضور: 26,000 الحكم: شامسول مايدين (Singapore) |

| Group B 23 July 2004 | الإمارات العربية المتحدة | 0–2    | كوريا الجنوبية                       | ملعب شاندونغ الإقليمي، جينان                       |
| 21:00                |                          | Report | *إي دونغ غك 41' - أن جونغ هوان 90+1' | الحضور: 30,000 الحكم: رافشان إيرماتوف (Uzbekistan) |

| Group B 27 July 2004 | كوريا الجنوبية                                            | 4–0    | الكويت | ملعب شاندونغ الإقليمي، جينان                    |
| 19:00                | *إي دونغ غك 25'، 41' - تشا دو ري 45+1' - أن جونغ هوان 75' | Report |        | الحضور: 15,000 الحكم: شامسول مايدين (Singapore) |

| جدول المجموعة ب | جدول المجموعة ب          | جدول المجموعة ب | جدول المجموعة ب | جدول المجموعة ب | جدول المجموعة ب | جدول المجموعة ب | جدول المجموعة ب | جدول المجموعة ب | جدول المجموعة ب | جدول المجموعة ب               |
| #               | فريق                     | لعب             | فاز             | تعادل           | خسر             | له              | عليه            | GD              | Pts             | مؤهل                          |
| --------------- | ------------------------ | --------------- | --------------- | --------------- | --------------- | --------------- | --------------- | --------------- | --------------- | ----------------------------- |
| 1               | كوريا الجنوبية           | 3               | 2               | 1               | 0               | 6               | 0               | +6              | 7               | التقدم إلى مرحلة خروج المغلوب |
| 2               | الأردن                   | 3               | 1               | 2               | 0               | 2               | 0               | +2              | 5               | التقدم إلى مرحلة خروج المغلوب |
| 3               | الكويت                   | 3               | 1               | 0               | 2               | 3               | 7               | -4              | 3               |                               |
| 4               | الإمارات العربية المتحدة | 3               | 0               | 1               | 2               | 1               | 5               | -4              | 1               |                               |

| ربع النهائي 31 July 2004 | كوريا الجنوبية                                    | 3–4    | إيران                                            | ملعب شاندونغ الإقليمي، جينان            |
| 21:00                    | *سول غي هيون 16' - إي دونغ غك 25' - كم نام إل 68' | Report | *Karimi 10'، 20'، 77' - Park Jin-seop 51' (ه.ذ.) | الحضور: 20,000 الحكم: سعد كميل (Kuwait) |

### 2007 (اربعة دول[1])
بعد استبعاد ثلاثة لاعبين من الدوري الإنجليزي الممتاز ( بارك جي سونج ولي يونج بيو وسيول كي هيون ) بسبب إصاباتهم، واجهت كوريا الجنوبية صعوبة مرة أخرى في كأس آسيا. علاوة على ذلك، تعرض بعض اللاعبين، بما في ذلك القائد لي وون جاي لانتقادات من قبل المشجعين بسبب زيارتهم لحانة في منتصف دور المجموعات. سجل لاعبو كوريا الجنوبية ثلاثة أهداف فقط خلال المسابقة. ومع ذلك، قاد لي فريقه إلى المركز الثالث من خلال الحفاظ على شباكه نظيفة أربع مرات والفوز بركلات الترجيح مرتين.
| Group D 11 July 2007 | كوريا الجنوبية    | 1–1    | السعودية                  | ملعب غيلورا بونغ كارنو، جاكرتا              |
| 19:35 ت ع م+07:00    | تشوي سونغ كوك 66' | Report | Y. Al-Qahtani 77' (ركلة.) | الحضور: 15,000 الحكم: مارك شيلد (Australia) |

| Group D 15 July 2007 | البحرين                   | 2–1    | كوريا الجنوبية | ملعب غيلورا بونغ كارنو، جاكرتا          |
| 19:35 ت ع م+07:00    | *Isa 43' - Abdullatif 85' | Report | كم دو هيون 4'  | الحضور: 9,000 الحكم: Sun Baojie (China) |

| Group D 18 July 2007 | إندونيسيا | 0–1    | كوريا الجنوبية                | ملعب غيلورا بونغ كارنو، جاكرتا              |
| 17:20 ت ع م+07:00    |           | Report | كم جونغ وو (لاعب كرة قدم) 34' | الحضور: 88,000 الحكم: مارك شيلد (Australia) |

| جدول المجموعة د | جدول المجموعة د | جدول المجموعة د | جدول المجموعة د | جدول المجموعة د | جدول المجموعة د | جدول المجموعة د | جدول المجموعة د | جدول المجموعة د | جدول المجموعة د | جدول المجموعة د               |
| #               | فريق            | لعب             | فاز             | تعادل           | خسر             | له              | عليه            | GD              | Pts             | مؤهل                          |
| --------------- | --------------- | --------------- | --------------- | --------------- | --------------- | --------------- | --------------- | --------------- | --------------- | ----------------------------- |
| 1               | السعودية        | 3               | 2               | 1               | 0               | 7               | 2               | +5              | 7               | التقدم إلى مرحلة خروج المغلوب |
| 2               | كوريا الجنوبية  | 3               | 1               | 1               | 1               | 3               | 3               | 0               | 4               | التقدم إلى مرحلة خروج المغلوب |
| 3               | إندونيسيا       | 3               | 1               | 0               | 2               | 3               | 4               | -1              | 3               |                               |
| 4               | البحرين         | 3               | 1               | 0               | 2               | 3               | 7               | -4              | 3               |                               |

| ربع النهائي 22 July 2007                | إيران | 0–0 (و.إ) (2–4 ر.ت)                                                            | كوريا الجنوبية | ملعب بوكيت جليل، كوالالمبور             |
| 18:20 ت ع م+08:00                       |       | Report                                                                         |                | الحضور: 8,629 الحكم: علي البدواوي (UAE) |
|                                         |       | ركلات جزاء                                                                     |                |                                         |
| *Zandi - Mahdavikia - Enayati - Khatibi |       | * إي تشون سو - كم سانغ شك - كم دو هيون - جو جاي جن - كم جونغ وو (لاعب كرة قدم) |                |                                         |

| نصف النهائي 25 July 2007                | العراق | 0–0 (و.إ) (4–3 ر.ت)                                                           | كوريا الجنوبية | ملعب بوكيت جليل، كوالالمبور             |
| 18:20 ت ع م+08:00                       |        | Report                                                                        |                | الحضور: 12,500 الحكم: سعد كميل (Kuwait) |
|                                         |        | ركلات جزاء                                                                    |                |                                         |
| *Mohammed - Munir - Abdul-Amir - Mnajed |        | * إي تشون سو - إي دونغ غك - جو جاي جن - يوم غي هن - كم جونغ وو (لاعب كرة قدم) |                |                                         |

| المركز الثالث 28 July 2007                                               | كوريا الجنوبية | 0–0 (و.إ) (6–5 ر.ت)                                    | اليابان | ملعب غيلورا سريويجايا، فلمبان            |
| 19:35 ت ع م+08:00                                                        |                | Report                                                 |         | الحضور: 10,000 الحكم: علي البدواوي (UAE) |
|                                                                          |                | ركلات جزاء                                             |         |                                          |
| *جو جاي جن - أوه بوم سوك - إي تشون سو - Lee Ho - Kim Jin-kyu - كم تشي وو |                | * S. Nakamura - Endo - Abe - Komano - Nakazawa - Hanyu |         |                                          |

### 2011 (قطر)
بعد فوزها على إيران في الوقت الإضافي من مباراة ربع النهائي، لعبت كوريا الجنوبية مرة أخرى وقتًا إضافيًا في الدور نصف النهائي ضد اليابان. في هذا الوقت الإضافي هاجيمي هوسوجاي الذي انتقل إلى منطقة الجزاء قبل أن يسدد كيسوكي هوندا ركلة جزاء سجل هدف مثير للجدل من الكرة المرتدة. وسجلت كوريا الجنوبية هدف التعادل بعد سوء الحظ لكنها خسرت بركلات الترجيح.
| Group C 10 January 2011 | كوريا الجنوبية      | 2–1    | البحرين           | استاد ثاني بن جاسم، الدوحة                   |
| 19:15                   | غو جا تشول 40'، 52' | Report | Aaish 85' (ركلة.) | الحضور: 6,669 الحكم: عبد الله الهلالي (Oman) |

| Group C 14 January 2011 | أستراليا    | 1–1    | كوريا الجنوبية | استاد ثاني بن جاسم، الدوحة                    |
| 16:15                   | Jedinak 62' | Report | غو جا تشول 24' | الحضور: 15,526 الحكم: عبد الرحمن عبدو (Qatar) |

| Group C 18 January 2011 | كوريا الجنوبية                                           | 4–1    | الهند               | استاد ثاني بن جاسم، الدوحة                     |
| 16:15                   | *جي دونغ وون 6'، 23' - غو جا تشول 9' - سون هيونغ مين 81' | Report | Chhetri 12' (ركلة.) | الحضور: 11,366 الحكم: خليل جلال (Saudi Arabia) |

| جدول المجموعة ج | جدول المجموعة ج | جدول المجموعة ج | جدول المجموعة ج | جدول المجموعة ج | جدول المجموعة ج | جدول المجموعة ج | جدول المجموعة ج | جدول المجموعة ج | جدول المجموعة ج | جدول المجموعة ج               |
| #               | فريق            | لعب             | فاز             | تعادل           | خسر             | له              | عليه            | GD              | Pts             | مؤهل                          |
| --------------- | --------------- | --------------- | --------------- | --------------- | --------------- | --------------- | --------------- | --------------- | --------------- | ----------------------------- |
| 1               | أستراليا        | 3               | 2               | 1               | 0               | 6               | 1               | +5              | 7               | التقدم إلى مرحلة خروج المغلوب |
| 2               | كوريا الجنوبية  | 3               | 2               | 1               | 0               | 7               | 3               | +4              | 7               | التقدم إلى مرحلة خروج المغلوب |
| 3               | البحرين         | 3               | 1               | 0               | 2               | 6               | 5               | +1              | 3               |                               |
| 4               | الهند           | 3               | 0               | 0               | 3               | 3               | 13              | -10             | 0               |                               |

| ربع النهائي 22 January 2011 | إيران | 0–1 (و.إ) | كوريا الجنوبية     | ملعب سحيم بن حمد، الدوحة                          |
| 19:25                       |       | Report    | يون بيت غارام 105' | الحضور: 7,111 الحكم: رافشان إيرماتوف (Uzbekistan) |

| نصف النهائي 25 January 2011            | اليابان                  | 2–2 (و.إ) (3–0 ر.ت)                                     | كوريا الجنوبية                                 | استاد ثاني بن جاسم، الدوحة                     |
| 16:25                                  | *Maeda 36' - Hosogai 97' | Report                                                  | *غي سونغ يونغ 23' (ركلة.) - هوانغ جاي-وون 120' | الحضور: 16,171 الحكم: خليل جلال (Saudi Arabia) |
|                                        |                          | ركلات جزاء                                              |                                                |                                                |
| *K. Honda - Okazaki - Nagatomo - Konno |                          | * غو جا تشول - لي جونغ-راي - Hong Jeong-ho [الإنجليزية] |                                                |                                                |

| المركز الثالث 28 January 2011 | أوزبكستان                 | 2–3    | كوريا الجنوبية                         | ملعب جاسم بن حمد، الدوحة                            |
| 18:00                         | Geynrikh 45' (ركلة.)، 53' | Report | *غو جا تشول 18' - جي دونغ وون 28'، 39' | الحضور: 8,199 الحكم: Abdul Malik Bashir (Singapore) |

### 2015 (أستراليا)
بقيادة المدير الفني أولي ستيليك، كان أداء لاعبي كوريا الجنوبية ضعيف في أول مباراتين ضد سلطنة عمان و الكويت.   وفازوا في كلتا المباراتين، لكنهم أعربوا عن عدم رضاهم عن ستيليك، الذي سلم القيادة بعد ذلك إلى مساعد المدير شن تاي يونغ لبقية البطولة.    ثم حافظ حارس المرمى كيم جين هيون على نظافة شباكه في كل مباراة حتى المباراة النهائية، حيث أقصىوا منتخبي أوزبكستان والعراق في ربع النهائي ونصف النهائي على التوالي. وكان خصمهم في النهائي هو منتخب أستراليا، التي كانوا قد هزموها بالفعل 1-0 في دور المجموعات. ومع ذلك، خسرت كوريا الجنوبية المباراة النهائية بنتيجة 2-1 بعد الوقت الإضافي، وهو ما يعيد إلى الأذهان نهائي 1980 بينها وبين الكويت.
| Group A 10 January 2015 | كوريا الجنوبية     | 1–0   | عمان | ملعب كانبرا، كانبرا                               |
| 16:00 ت ع م+11          | جو يونغ تشول 45+2' | تقرير |      | الحضور: 12,552 الحكم: Peter O'Leary (New Zealand) |

| Group A 13 January 2015 | الكويت | 0–1   | كوريا الجنوبية | ملعب كانبرا، كانبرا                       |
| 18:00 ت ع م+11          |        | تقرير | نام تاي هي 36' | الحضور: 8,795 الحكم: علي رضا فغاني (Iran) |

| Group A 17 January 2015 | أستراليا | 0–1   | كوريا الجنوبية    | ملعب سن كورب، بريزبان                         |
| 20:00 ت ع م+11          |          | تقرير | لي جيونغ-هيوب 32' | الحضور: 48,513 الحكم: نواف شكر الله (Bahrain) |

| جدول المجموعة أ | جدول المجموعة أ | جدول المجموعة أ | جدول المجموعة أ | جدول المجموعة أ | جدول المجموعة أ | جدول المجموعة أ | جدول المجموعة أ | جدول المجموعة أ | جدول المجموعة أ | جدول المجموعة أ               |
| #               | فريق            | لعب             | فاز             | تعادل           | خسر             | له              | عليه            | GD              | Pts             | مؤهل                          |
| --------------- | --------------- | --------------- | --------------- | --------------- | --------------- | --------------- | --------------- | --------------- | --------------- | ----------------------------- |
| 1               | كوريا الجنوبية  | 3               | 3               | 0               | 0               | 3               | 0               | +3              | 9               | التقدم إلى مرحلة خروج المغلوب |
| 2               | أستراليا        | 3               | 2               | 0               | 1               | 8               | 2               | +6              | 6               | التقدم إلى مرحلة خروج المغلوب |
| 3               | عمان            | 3               | 1               | 0               | 2               | 1               | 5               | -4              | 3               |                               |
| 4               | الكويت          | 3               | 0               | 0               | 3               | 1               | 6               | -5              | 0               |                               |

| ربع النهائي 22 January 2015 | كوريا الجنوبية           | 2–0 (و.إ) | أوزبكستان | ملعب ملبورن المستطيل، ملبورن                      |
| 18:30 ت ع م+11              | سون هيونغ مين 104'، 119' | تقرير     |           | الحضور: 23,381 الحكم: فهد المرداسي (Saudi Arabia) |

| نصف النهائي 26 January 2015 | كوريا الجنوبية                        | 2–0   | العراق | ملعب أستراليا، سيدني                     |
| 20:00 ت ع م+11              | *لي جيونغ-هيوب 20' - كم يونغ غوون 50' | تقرير |        | الحضور: 36,053 الحكم: ريوجي ساتو (Japan) |

| النهائي 31 January 2015 | كوريا الجنوبية      | 1–2 (و.إ) | أستراليا                  | ملعب أستراليا، سيدني                       |
| 20:00 ت ع م+11          | سون هيونغ مين 90+1' | تقرير     | *Luongo 45' - Troisi 105' | الحضور: 76,385 الحكم: علي رضا فغاني (Iran) |

### 2019 (الإمارات العربية المتحدة)
| Group C 7 يناير 2019 | كوريا الجنوبية    | 1–0   | الفلبين | استاد آل مكتوم، دبي                          |
| 17:30                | *هوانغ أوي-جو 67' | تقرير |         | الحضور: 3,185 الحكم: نواف شكر الله (Bahrain) |

| Group C 11 يناير 2019 | قرغيزستان | 0–1   | كوريا الجنوبية   | ملعب هزاع بن زايد، العين (أبو ظبي)      |
| 20:00                 |           | تقرير | *Kim Min-jae 41' | الحضور: 4,893 الحكم: خميس المري (Qatar) |

| Group C 16 يناير 2019 | كوريا الجنوبية                              | 2–0   | الصين | استاد آل نهيان، أبو ظبي                         |
| 17:30                 | *هوانغ أوي-جو 14' (ركلة.) - Kim Min-jae 51' | تقرير |       | الحضور: 13,579 الحكم: عبد الرحمن الجاسم (Qatar) |

| جدول المجموعة ج | جدول المجموعة ج | جدول المجموعة ج | جدول المجموعة ج | جدول المجموعة ج | جدول المجموعة ج | جدول المجموعة ج | جدول المجموعة ج | جدول المجموعة ج | جدول المجموعة ج | جدول المجموعة ج               |
| #               | فريق            | لعب             | فاز             | تعادل           | خسر             | له              | عليه            | GD              | Pts             | مؤهل                          |
| --------------- | --------------- | --------------- | --------------- | --------------- | --------------- | --------------- | --------------- | --------------- | --------------- | ----------------------------- |
| 1               | كوريا الجنوبية  | 3               | 3               | 0               | 0               | 4               | 0               | +4              | 9               | التقدم إلى مرحلة خروج المغلوب |
| 2               | الصين           | 3               | 2               | 0               | 1               | 5               | 3               | +2              | 6               | التقدم إلى مرحلة خروج المغلوب |
| 3               | قرغيزستان       | 3               | 1               | 0               | 2               | 4               | 4               | 0               | 3               | التقدم إلى مرحلة خروج المغلوب |
| 4               | الفلبين         | 3               | 0               | 0               | 3               | 1               | 7               | -6              | 0               |                               |

| دور الستة عشر 22 يناير 2019 | كوريا الجنوبية                         | 2–1 (و.إ) | البحرين         | استاد راشد، دبي                         |
| 17:00                       | *هوانغ هي-تشان 43' - كيم جين سو 105+2' | تقرير     | *Al Romaihi 77' | الحضور: 7,658 الحكم: ريوجي ساتو (Japan) |

| ربع النهائي 25 يناير 2019 | كوريا الجنوبية | 0–1   | قطر        | مدينة زايد الرياضية، أبو ظبي                       |
| 17:00                     |                | تقرير | *Hatem 78' | الحضور: 13,791 الحكم: رافشان إيرماتوف (Uzbekistan) |

### 2023 (قطر)
فازت كوريا الجنوبية بسهولة على البحرين في المباراة الأولى، ولم تكن بدايتها سيئة. تحت قيادة المدرب الألماني يورغن كلينسمان، فشلوا في تحديد فوزهم لمدة 90 دقيقة من الوقت العادي في المباريات الأخرى. تقدمت كوريا الجنوبية بفارق ضئيل إلى الدور نصف النهائي، لكن كلينسمان تعرض لانتقادات كبيرة بسبب افتقاره إلى القدرة التكتيكية. طُلب من رئيس الاتحاد الكوري الجنوبي جيونغ مونغ غيو، الذي عين كلينسمان كمدير فني للمنتخب، أن يتحمل مسؤولية قراره بعد خسارة كوريا الجنوبية أمام منتخب الأردن دون أي تسديدة على المرمى في مباراة الدور نصف النهائي. 
| Group E 15 January 2024 | كوريا الجنوبية                           | 3–1   | البحرين          | ملعب جاسم بن حمد، Al Rayyan          |
| 14:30 ت ع م+3           | *هوانغ إن-بيوم 38' - لي كانغ إن 56'، 68' | تقرير | *Al-Hashsash 51' | الحضور: 8,388 الحكم: Ma Ning (China) |

| Group E 20 January 2024 | الأردن                                      | 2–2   | كوريا الجنوبية                                   | استاد الثمامة، الدوحة                       |
| 14:30 ت ع م+3           | *Park Yong-woo 37' (ه.ذ.) - Al-Naimat 45+6' | تقرير | *سون هيونغ مين 9' (ركلة.) - Al-Arab 90+1' (ه.ذ.) | الحضور: 36,627 الحكم: Salman Falahi (Qatar) |

| Group E 25 January 2024 | كوريا الجنوبية                                                    | 3–3   | ماليزيا                                         | استاد الجنوب، الوكرة                                  |
| 14:30 ت ع م+3           | *جيونغ وو يونغ 21' - لي كانغ إن 83' - سون هيونغ مين 90+4' (ركلة.) | تقرير | *Faisal 51' - Arif 62' (ركلة.) - Morales 90+15' | الحضور: 30,117 الحكم: Khalid Al-Turais (Saudi Arabia) |

| جدول المجموعة E | جدول المجموعة E | جدول المجموعة E | جدول المجموعة E | جدول المجموعة E | جدول المجموعة E | جدول المجموعة E | جدول المجموعة E | جدول المجموعة E | جدول المجموعة E | جدول المجموعة E               |
| #               | فريق            | لعب             | فاز             | تعادل           | خسر             | له              | عليه            | GD              | Pts             | مؤهل                          |
| --------------- | --------------- | --------------- | --------------- | --------------- | --------------- | --------------- | --------------- | --------------- | --------------- | ----------------------------- |
| 1               | البحرين         | 3               | 2               | 0               | 1               | 3               | 3               | 0               | 6               | التقدم إلى مرحلة خروج المغلوب |
| 2               | كوريا الجنوبية  | 3               | 1               | 2               | 0               | 8               | 6               | +2              | 5               | التقدم إلى مرحلة خروج المغلوب |
| 3               | الأردن          | 3               | 1               | 1               | 1               | 6               | 3               | +3              | 4               | التقدم إلى مرحلة خروج المغلوب |
| 4               | ماليزيا         | 3               | 0               | 1               | 2               | 3               | 8               | -5              | 1               |                               |

| ربع النهائي 2 فبراير 2024 | أستراليا     | 1–2 (و.إ) | كوريا الجنوبية                                    | استاد الجنوب، الوكرة                    |
| 18:30 ت ع م+3             | *Goodwin 42' | تقرير     | *هوانغ هي-تشان 90+6' (ركلة.) - سون هيونغ مين 104' | الحضور: 39,632 الحكم: أحمد الكاف (Oman) |

| نصف النهائي 6 فبراير 2024 | الأردن                          | 2–0   | كوريا الجنوبية | ملعب أحمد بن علي، Al Rayyan                                         |
| 18:00 ت ع م+3             | *Al-Naimat 53' - Al-Taamari 66' | تقرير |                | الحضور: 42,850 الحكم: محمد عبد الله حسن محمد (United Arab Emirates) |

## أنظر أيضا
- منتخب كوريا الجنوبية لكرة القدم
- كوريا الجنوبية في كأس العالم لكرة القدم
- كوريا الجنوبية في الكأس الذهبية CONCACAF

## روابط خارجية
- الموقع الرسمي للاتحاد الكوري لكرة القدم باللغة الإنجليزية